# Eocentrocorynus fusculus
Eocentrocorynus fusculus es una especie de coleóptero de la familia Attelabidae.

## Distribución geográfica
Habita en Vietnam y China.